# Abdussalam Magashy
Abdussalam Muhammad Magashy (6 aprile 1998) è un calciatore nigeriano, centrocampista del Kalmar.

## Carriera
Cresciuto calcisticamente in patria nel settore giovanile dell'FC Hearts, poco prima dell'inizio della stagione 2018 viene acquistato dal Växjö United, formazione militante nella quinta divisione svedese, con cui realizza due reti in 11 partite di campionato giocate. Nel mese di agosto del medesimo anno compie poi un doppio salto di categoria, accasandosi tra le file del Kristianstad FC, club di terza divisione. Nel gennaio 2019 prolunga il suo contratto per un'altra stagione.
In vista della stagione 2020, dopo complessive sette reti in 37 presenze con la maglia del Kristianstad, viene ingaggiato dall'IFK Värnamo. Con i biancoblù si rende tra i protagonisti della scalata dalla terza divisione alla prima divisione svedese, arrivata a seguito di due promozioni consecutive. Il 3 aprile 2022, all'età di 24 anni, debutta quindi nell'Allsvenskan, disputando l'incontro perso per 2-1 contro l'IFK Göteborg, partita nella quale va anche a segno. Gioca tutte e 30 le partite in programma e contribuisce al raggiungimento della salvezza con quattro reti e tre assist.
Terminato il suo contratto con l'IFK Värnamo, rimane a giocare in Svezia unendosi all'AIK a parametro zero con un accordo quadriennale valido dal gennaio 2023. Nella prima parte di stagione, sotto la guida dell'allenatore Andreas Brännström viene impiegato da titolare in gran parte delle partite, ma l'esonero del tecnico per mancanza di risultati porta all'arrivo del nuovo capo allenatore Henning Berg che, dopo avergli concesso quattro presenze, a partire dalla diciottesima giornata non lo schiera mai più, fatta eccezione per gli ultimi minuti dell'ultima giornata di campionato a salvezza ormai raggiunta.
Visto il mancato utilizzo, a fine stagione lascia l'AIK per approdare ad un'altra squadra della massima serie svedese, il Kalmar, con cui firma per tre anni.

## Statistiche

### Presenze e reti nei club
Statistiche aggiornate al 12 ottobre 2022.
| Stagione               | Squadra                | Campionato             | Campionato | Campionato | Coppe nazionali | Coppe nazionali | Coppe nazionali | Coppe continentali | Coppe continentali | Coppe continentali | Altre coppe | Altre coppe | Altre coppe | Totale | Totale |
| Stagione               | Squadra                | Comp                   | Pres       | Reti       | Comp            | Pres            | Reti            | Comp               | Pres               | Reti               | Comp        | Pres        | Reti        | Pres   | Reti   |
| ---------------------- | ---------------------- | ---------------------- | ---------- | ---------- | --------------- | --------------- | --------------- | ------------------ | ------------------ | ------------------ | ----------- | ----------- | ----------- | ------ | ------ |
| gen.-ago. 2018         | Växjö United           | D3                     | 11         | 2          | CS              | 1               | 1               |                    | -                  | -                  |             | -           | -           | 12     | 3      |
| ago.-dic. 2018         | Kristianstad FC        | D1                     | 8          | 1          |                 | -               | -               |                    | -                  | -                  |             | -           | -           | 8      | 1      |
| 2019                   | Kristianstad FC        | D1                     | 29         | 6          |                 | -               | -               |                    | -                  | -                  |             | -           | -           | 29     | 6      |
| Totale Kristianstad FC | Totale Kristianstad FC | Totale Kristianstad FC | 37         | 7          |                 | -               | -               |                    | -                  | -                  |             | -           | -           | 37     | 7      |
| 2020                   | IFK Värnamo            | E                      | 28         | 6          |                 | -               | -               |                    | -                  | -                  |             | -           | -           | 28     | 6      |
| 2021                   | IFK Värnamo            | S1                     | 24         | 3          |                 | -               | -               |                    | -                  | -                  |             | -           | -           | 24     | 3      |
| 2022                   | IFK Värnamo            | A                      | 30         | 4          | CS+CS           | 3+1             | 0               |                    | -                  | -                  |             | -           | -           | 34     | 4      |
| Totale carriera        | Totale carriera        | Totale carriera        | 130        | 22         |                 | 5               | 1               |                    | -                  | -                  |             | -           | -           | 135    | 23     |

## Palmarès

### Club

#### Competizioni nazionali
- Superettan: 1

IFK Värnamo: 2021